# 닛산 알티마
닛산 알티마(Nissan Altima)는 닛산이 미국과 캐나다, 오스트레일리아, 대한민국 등에서 판매하고 있는 전륜구동 방식의 중형 승용차다. 미국 테네시주 스머나 공장에서 생산된다.

## 1세대(U13)

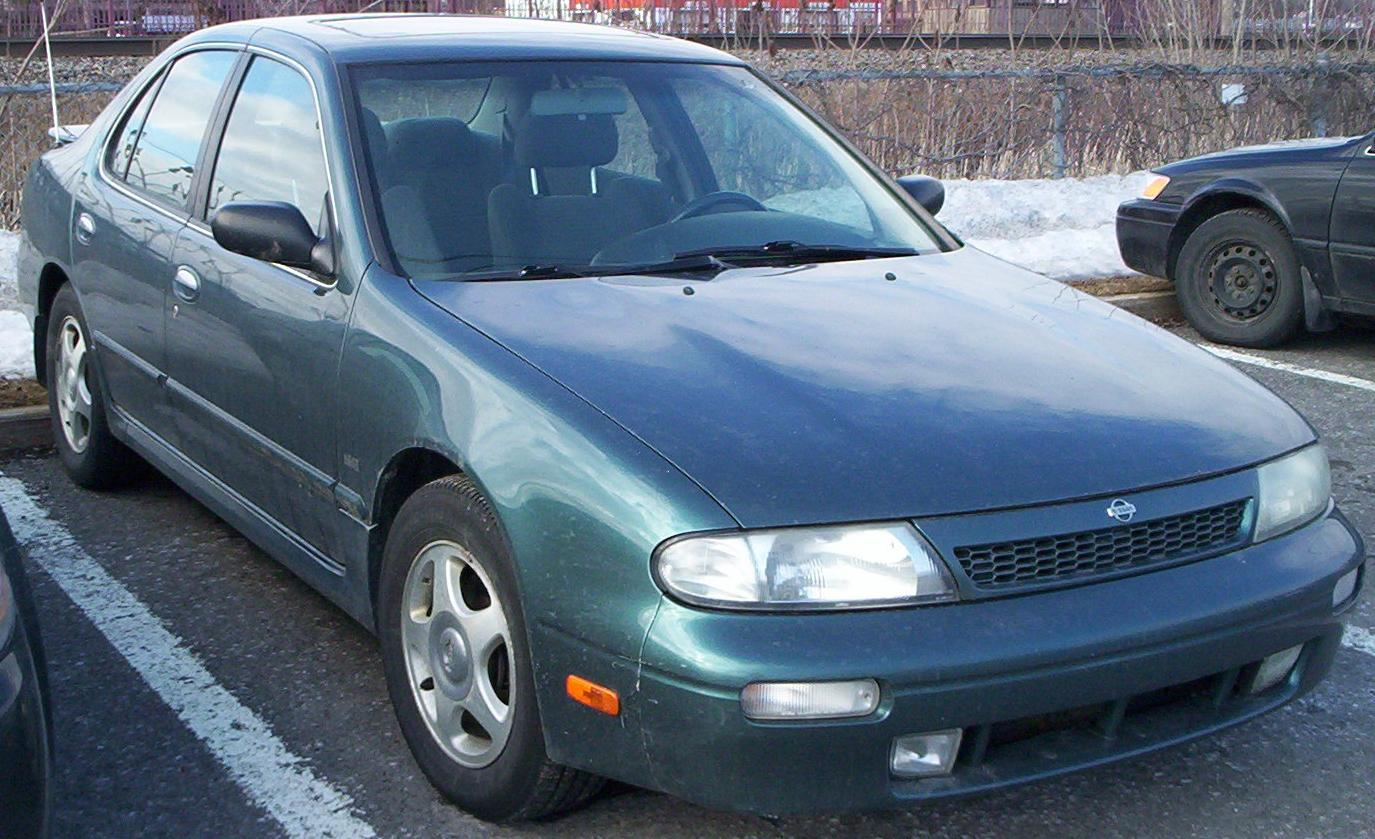
닛산 알티마(전기형) 정측면

1993년에 출시되었다. 스탄자의 후속 차종으로, 9세대 블루버드의 북미 사양으로 출시되었다. 당시에는 스탄자 알티마라는 차명으로 선보였고, 2,400cc 엔진에 4단 자동변속기와 5단 수동변속기가 마련되었다. 1995년에는 라디에이터 그릴과 리어 램프 등의 디자인이 변경되었다.

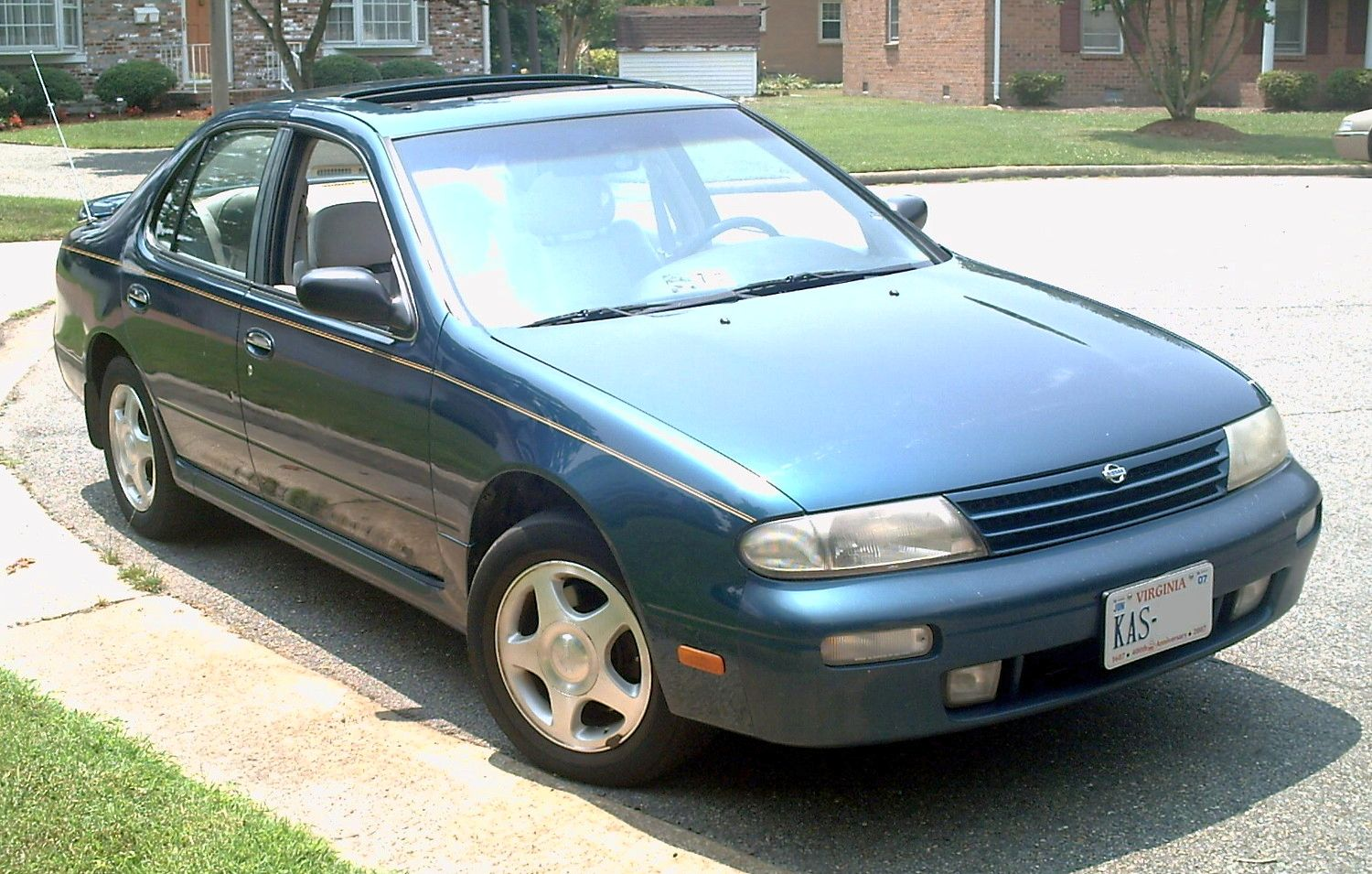
닛산 알티마(후기형) 정측면

## 2세대(L30)

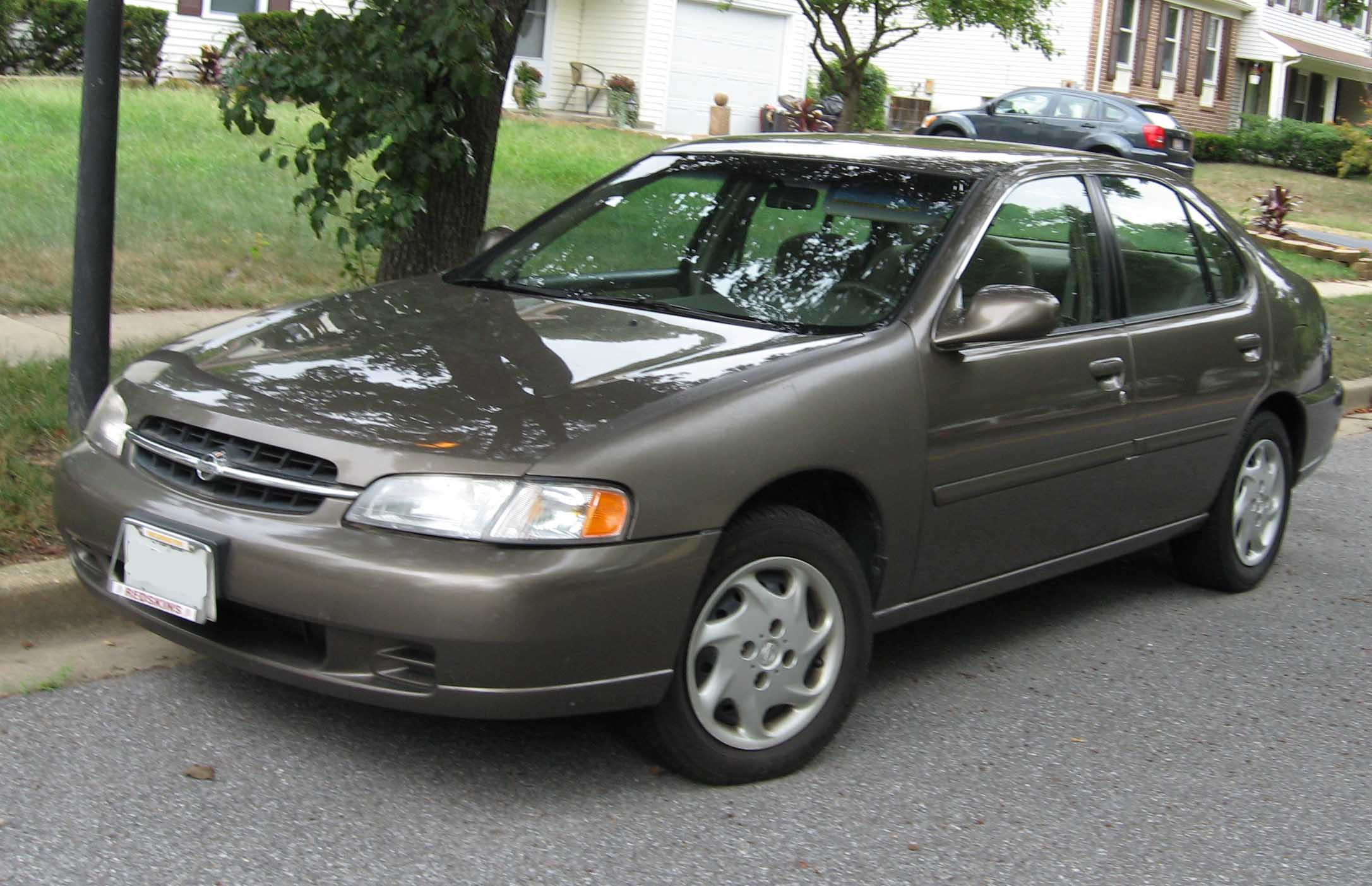
닛산 알티마(전기형) 정측면

1997년에 출시되었다. 2세대부터 북미 전용 차종이 되었다. 경쟁 차종들을 의식해서 전장과 전폭이 커졌다. 1세대와 같이 2,400cc 엔진에 4단 자동변속기와 5단 수동변속기가 마련되었고, 2000년에 라디에이터 그릴 등 일부 디자인의 변경이 이루어진 것 외에 2,400cc 엔진 출력이 150마력에서 155마력으로 높아진 것을 비롯해 트랜스미션과 스티어링의 개선과 리어 시트에 컵 홀더가 마련되는 등 상품성 개선이 이루어졌다.

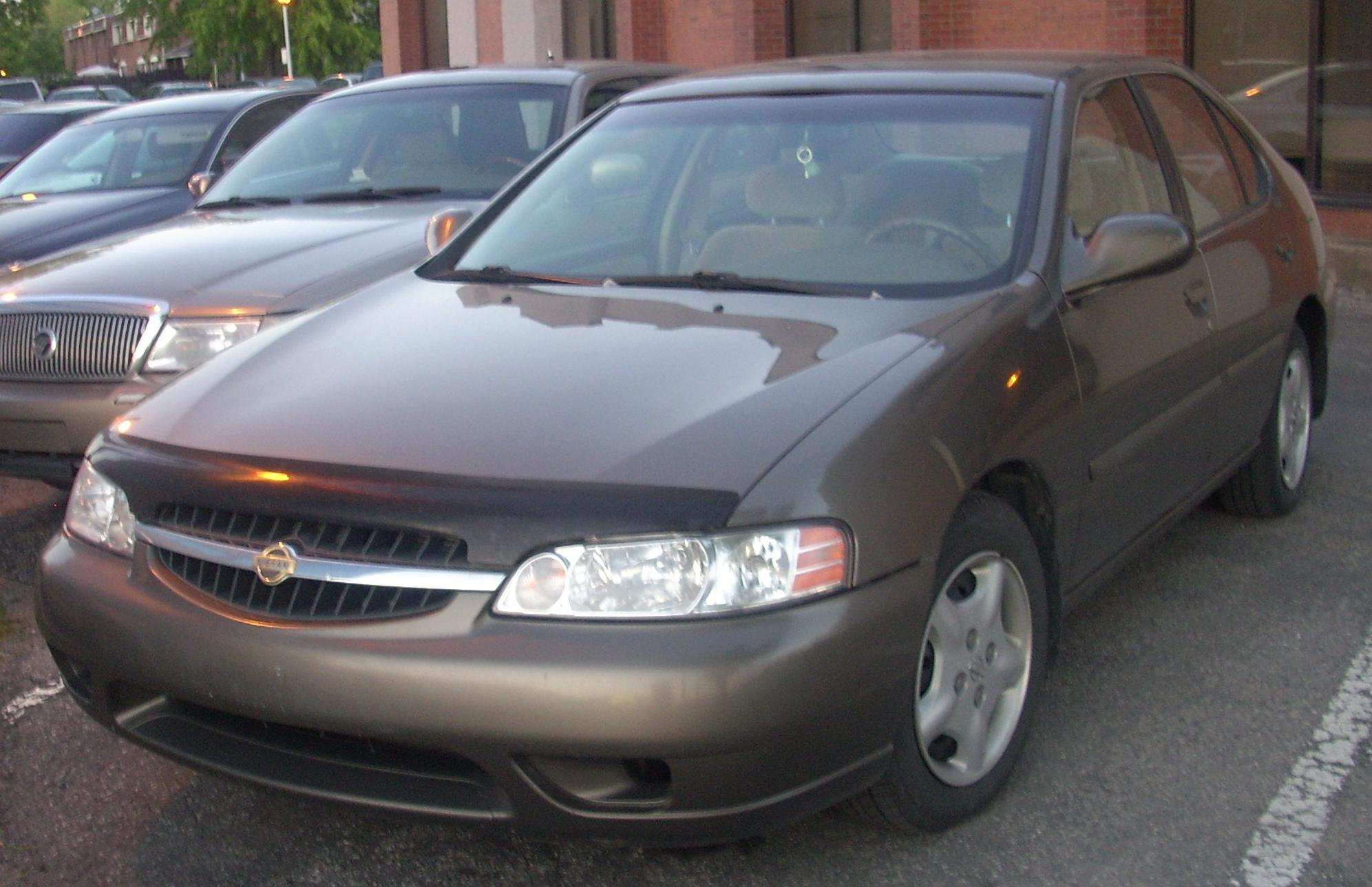
닛산 알티마(후기형) 정측면

## 3세대(L31)

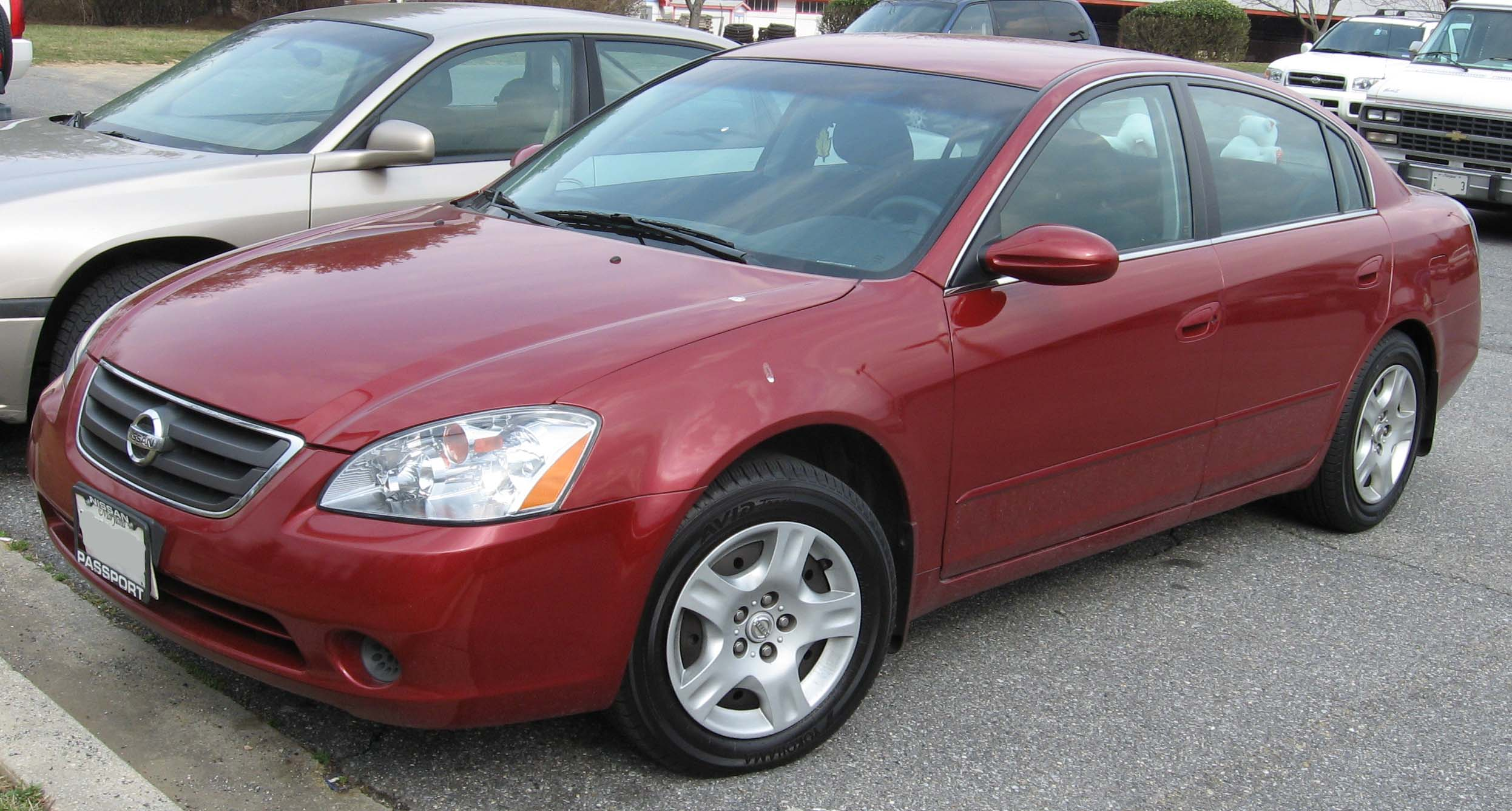
닛산 알티마(전기형) 정측면

2001년에 출시되었으며, 크기가 중형차 급으로 커졌다. 닛산 FF-L 플랫폼이 적용되었으며, 이 플랫폼을 처음으로 적용한 차종이기도 하다. 1세대와 2세대와는 달리, 2,500cc 엔진과 V6 3,500cc 엔진이 마련되었다. 2002년에는 북미 올해의 차를 수상하였는데, 이것은 1994년에 처음 선정한 이래 일본산 승용차로는 처음이다. 2004년에는 스포츠 버전인 SE-R과 하이브리드 사양이 판매되었다. 2005년에 라디에이터 그릴 등 일부 디자인이 변경되었고, 새로운 DVD 네비게이션 시스템이 장착되었다.

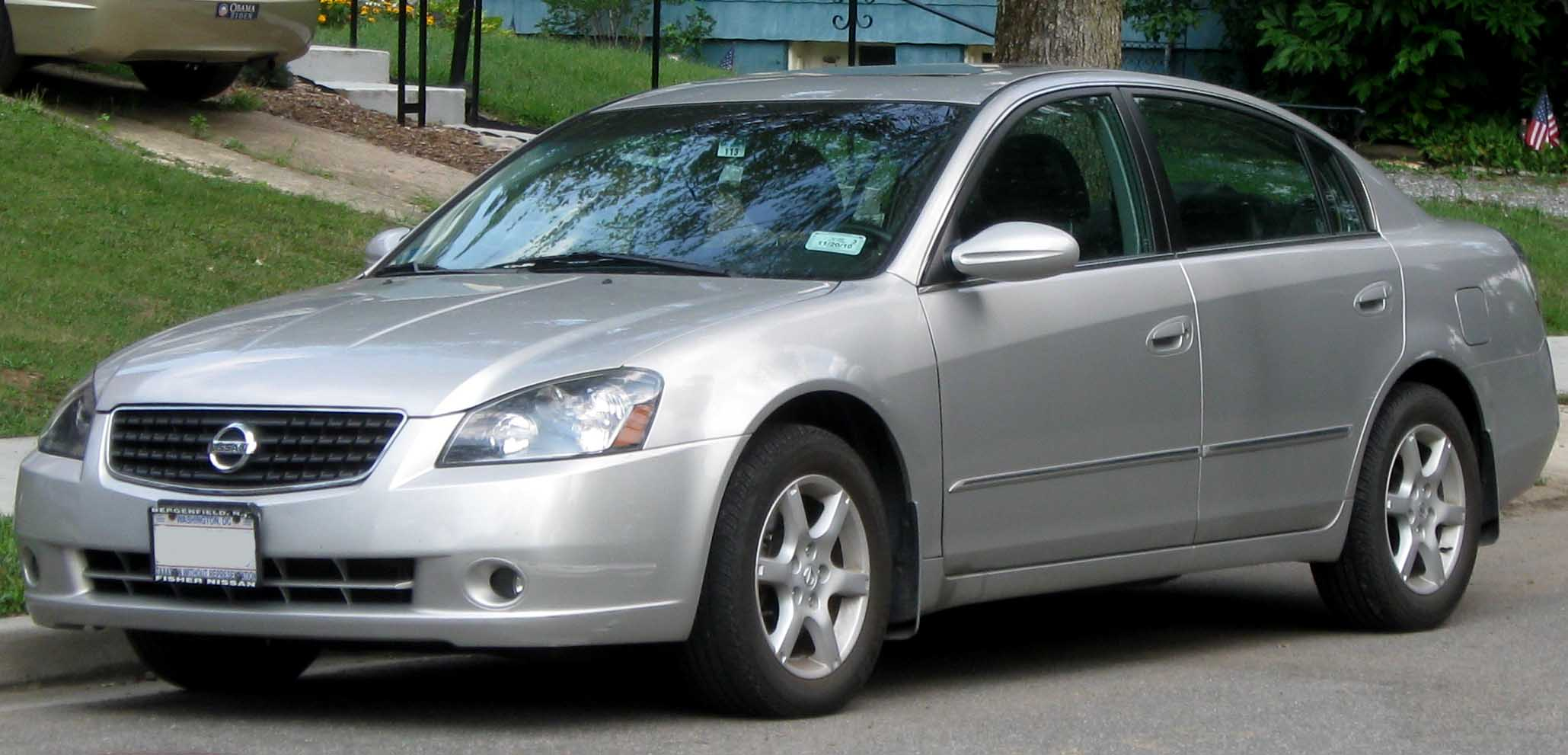
닛산 알티마(후기형) 정측면

## 4세대(L32/U32)

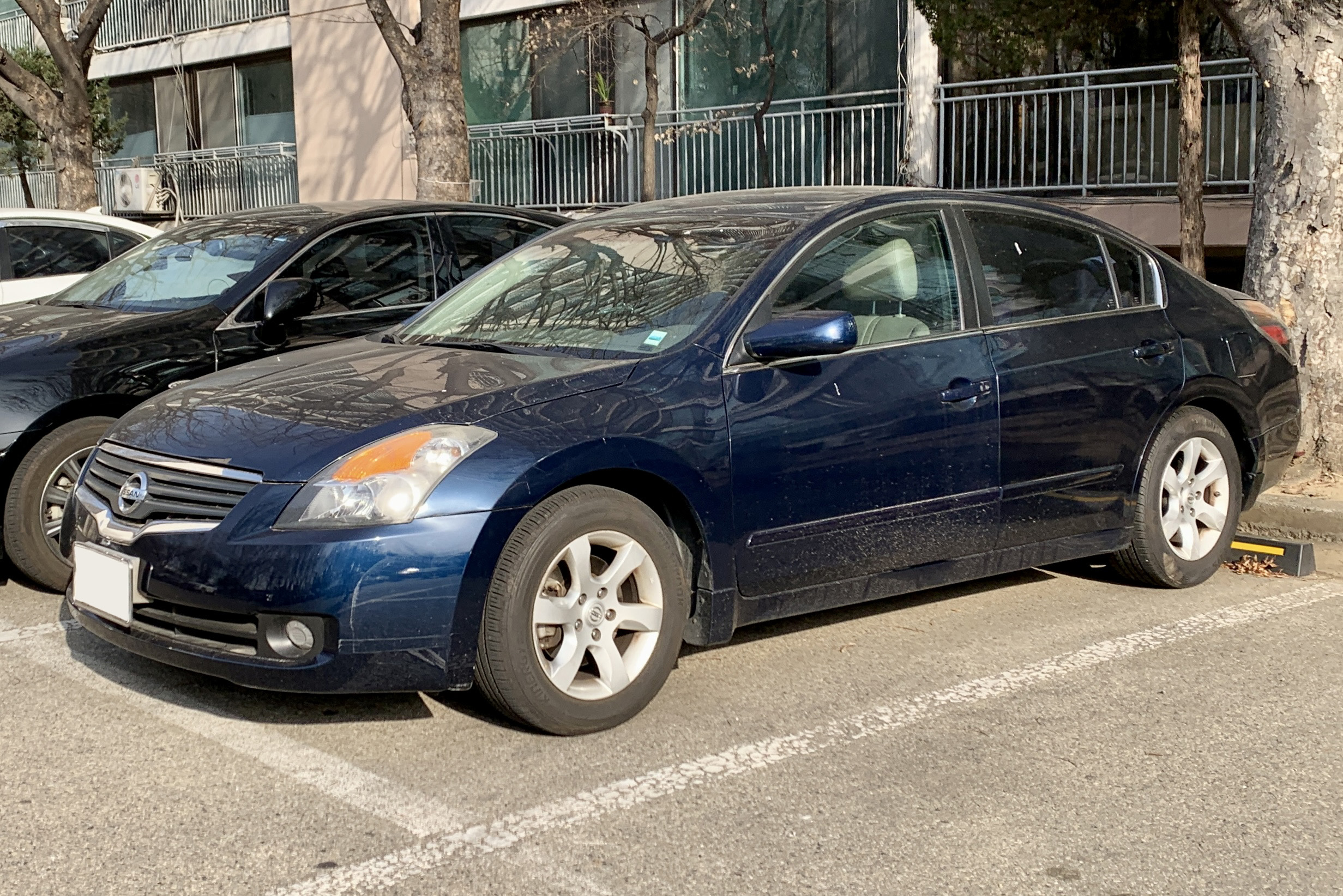
닛산 알티마(전기형) 정측면

2006년에 출시되었다. D 플랫폼이 적용된 최초의 차종으로, 2,500cc 엔진과 V6 3,500cc 엔진이 마련된 것은 3세대와 같은 점이나, 자트코에서 만든 무단변속기와 6단 수동변속기가 마련된 것은 3세대와 다른 점이다. 3세대에 있던 스포츠 버전인 SE-R이 없어졌고, 버튼 시동 장치와 블루투스 핸즈프리 등이 적용되어 편의성을 더했다. 2007년에는 세단만 선보이던 역대 알티마 중 최초로 쿠페가 추가되었다. 쿠페의 코드 네임은 U32이다. 2009년부터는 세단만 대한민국에서도 판매를 시작했고, 2010년에는 라디에이터 그릴과 범퍼 등의 디자인이 변경되었다.

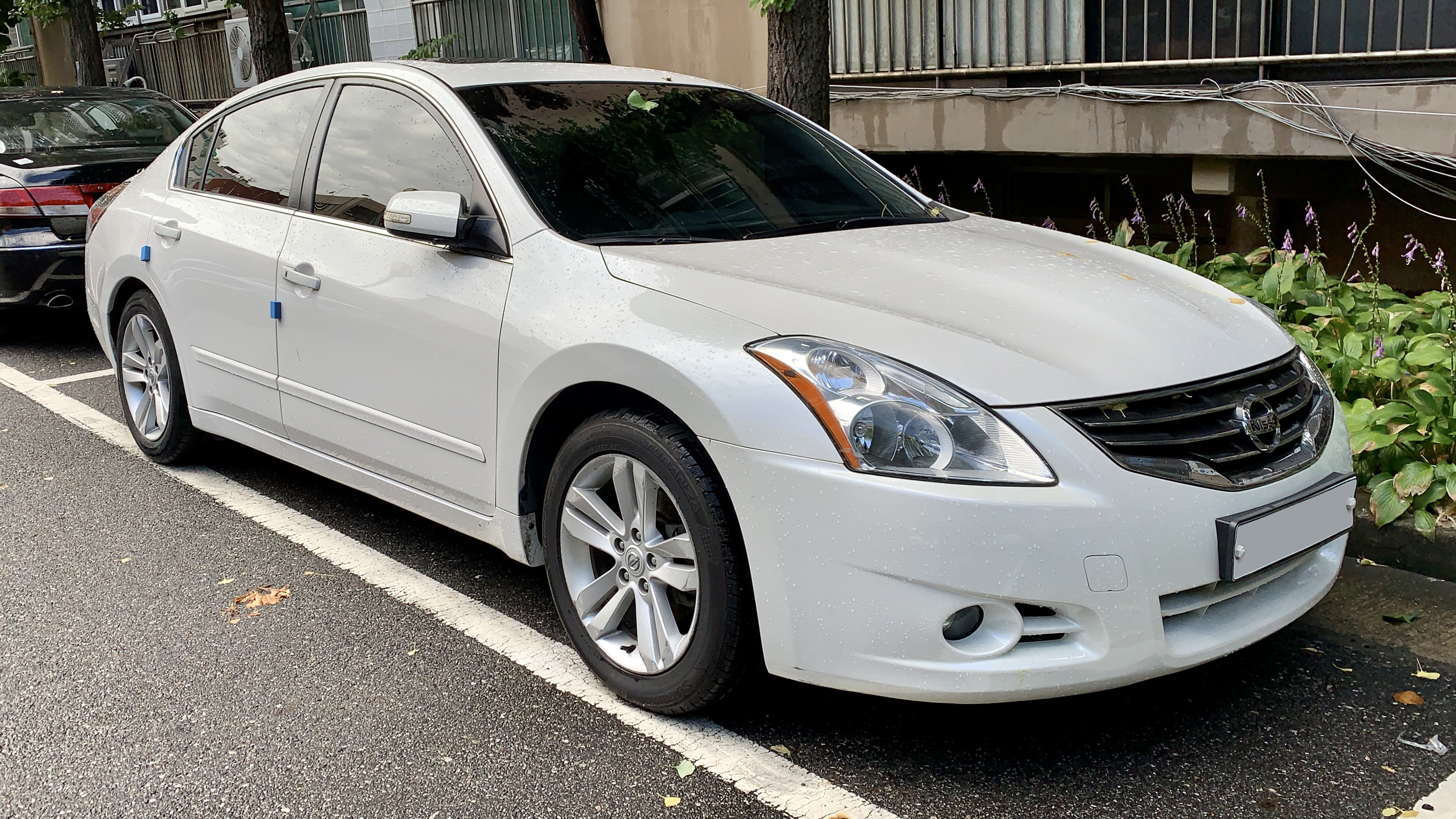
닛산 알티마(후기형) 정측면
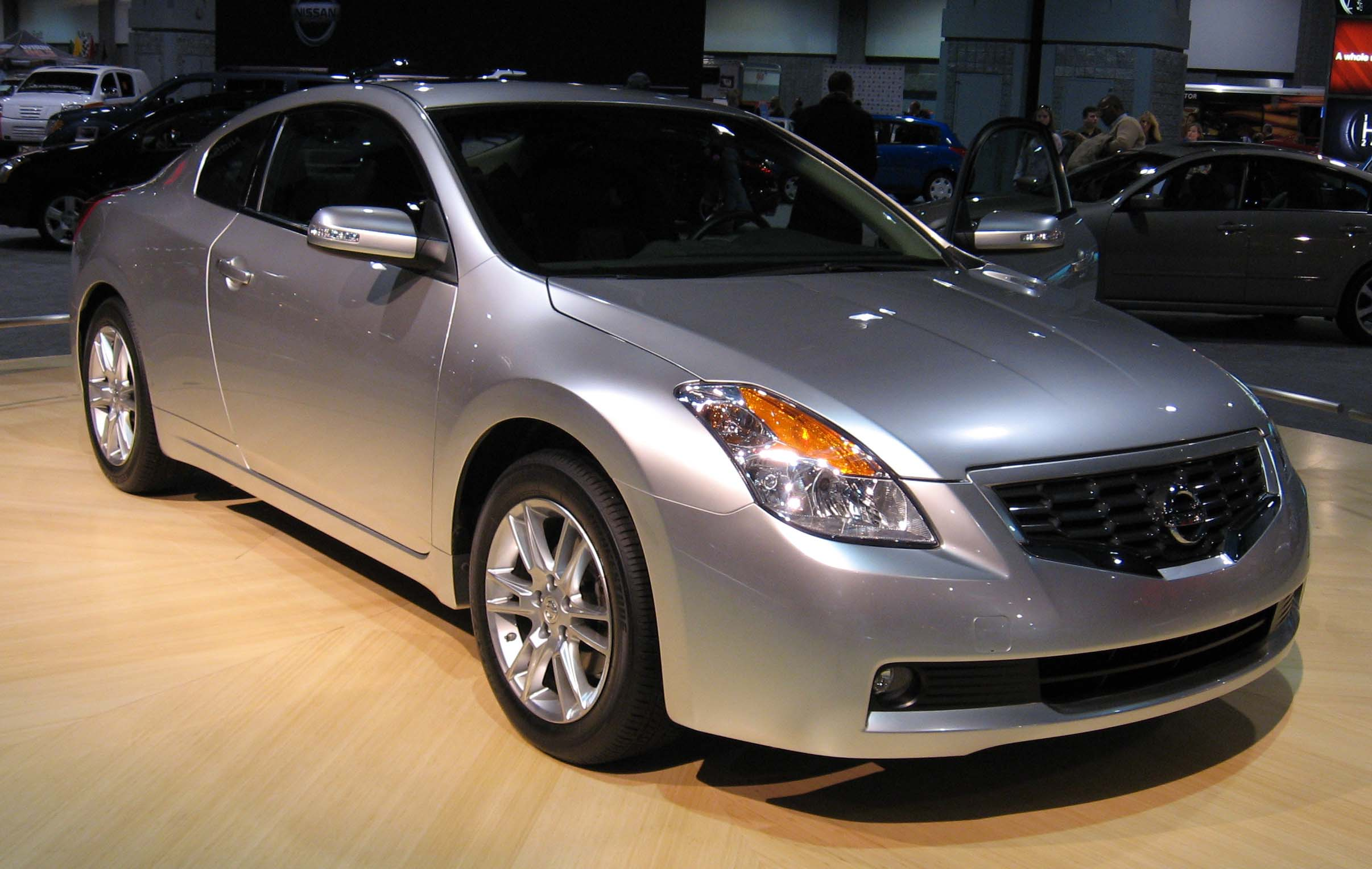
닛산 알티마 2도어 쿠페(전기형) 정측면
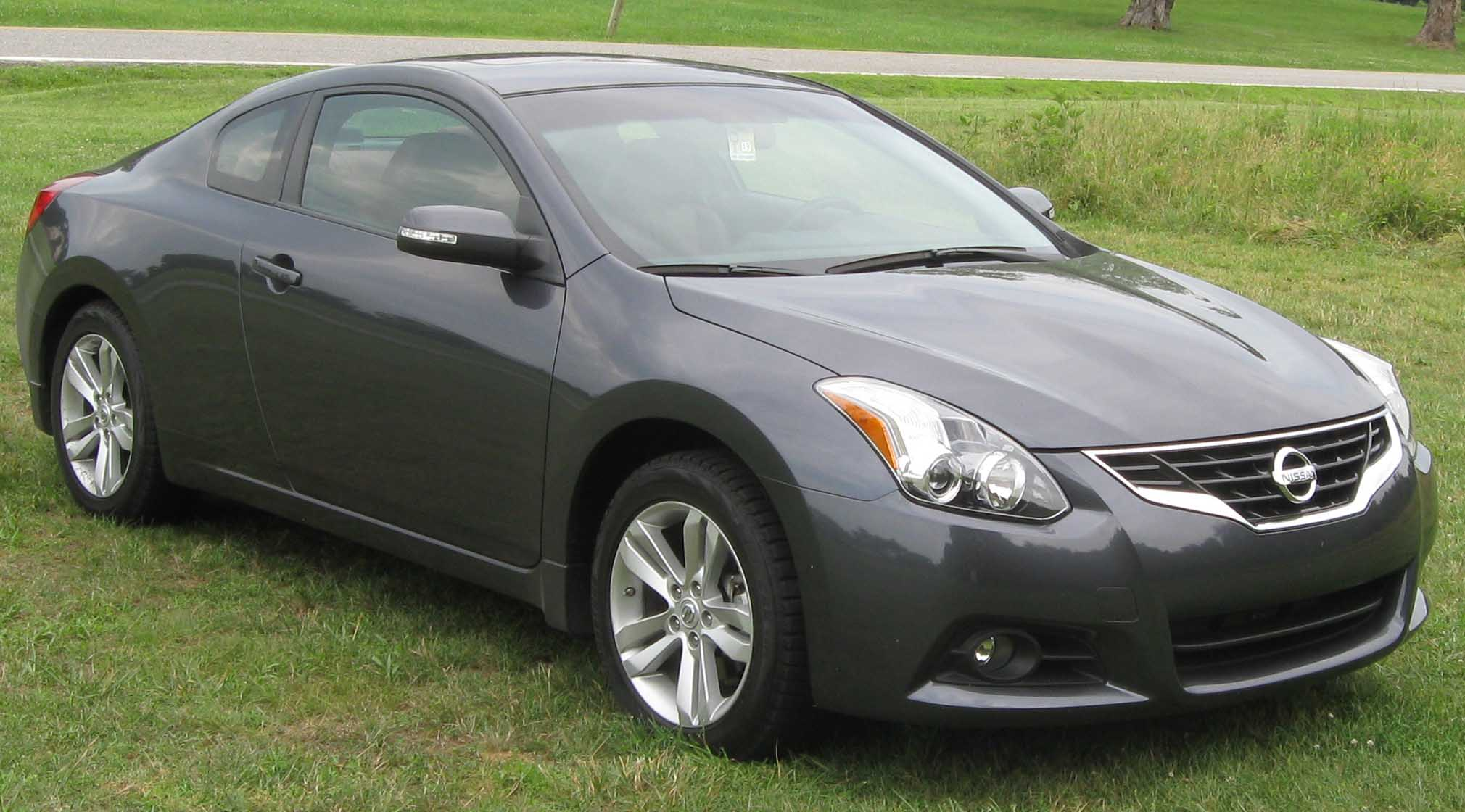
닛산 알티마 2도어 쿠페(후기형) 정측면
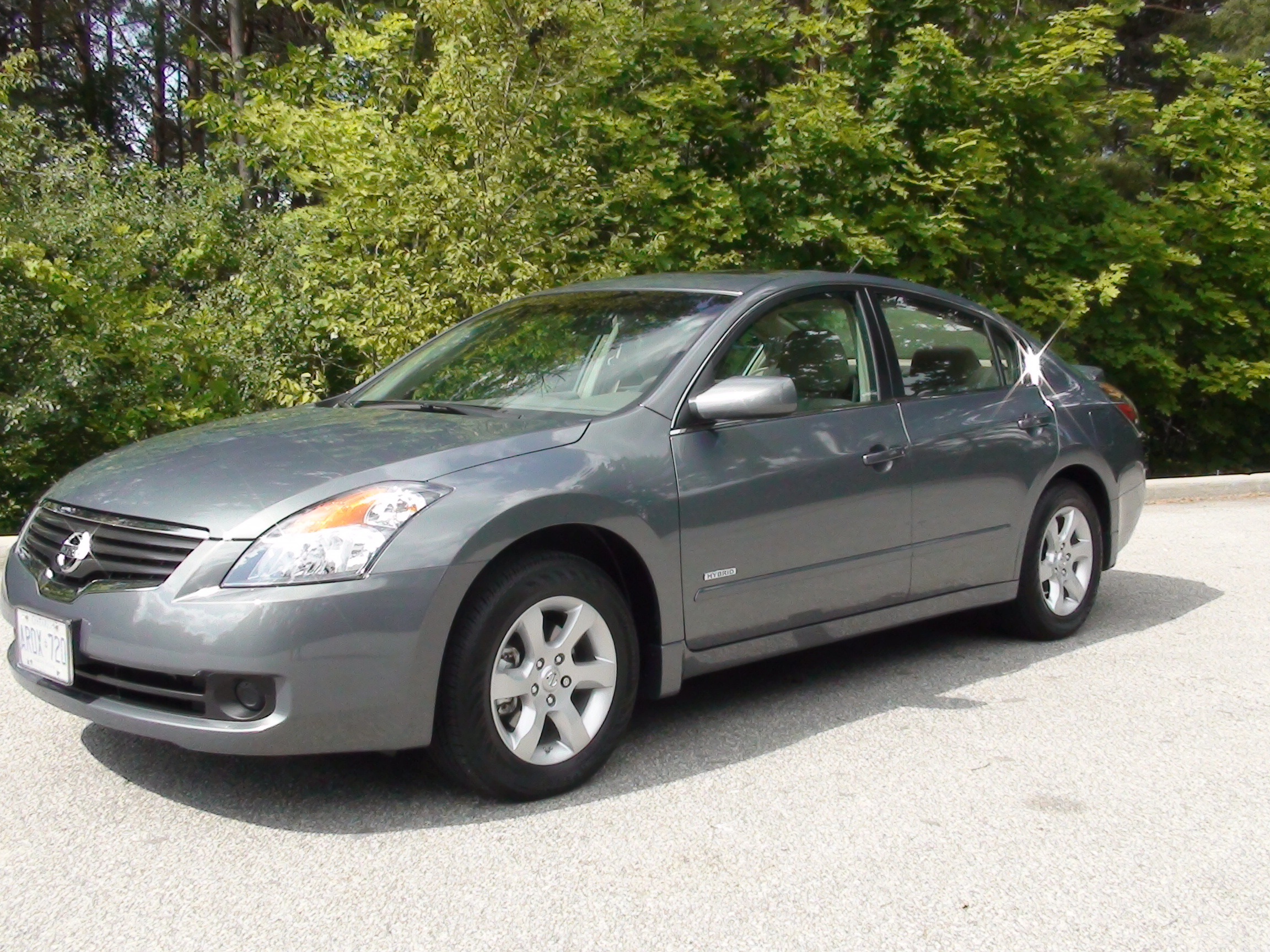
닛산 알티마 하이브리드(전기형) 정측면
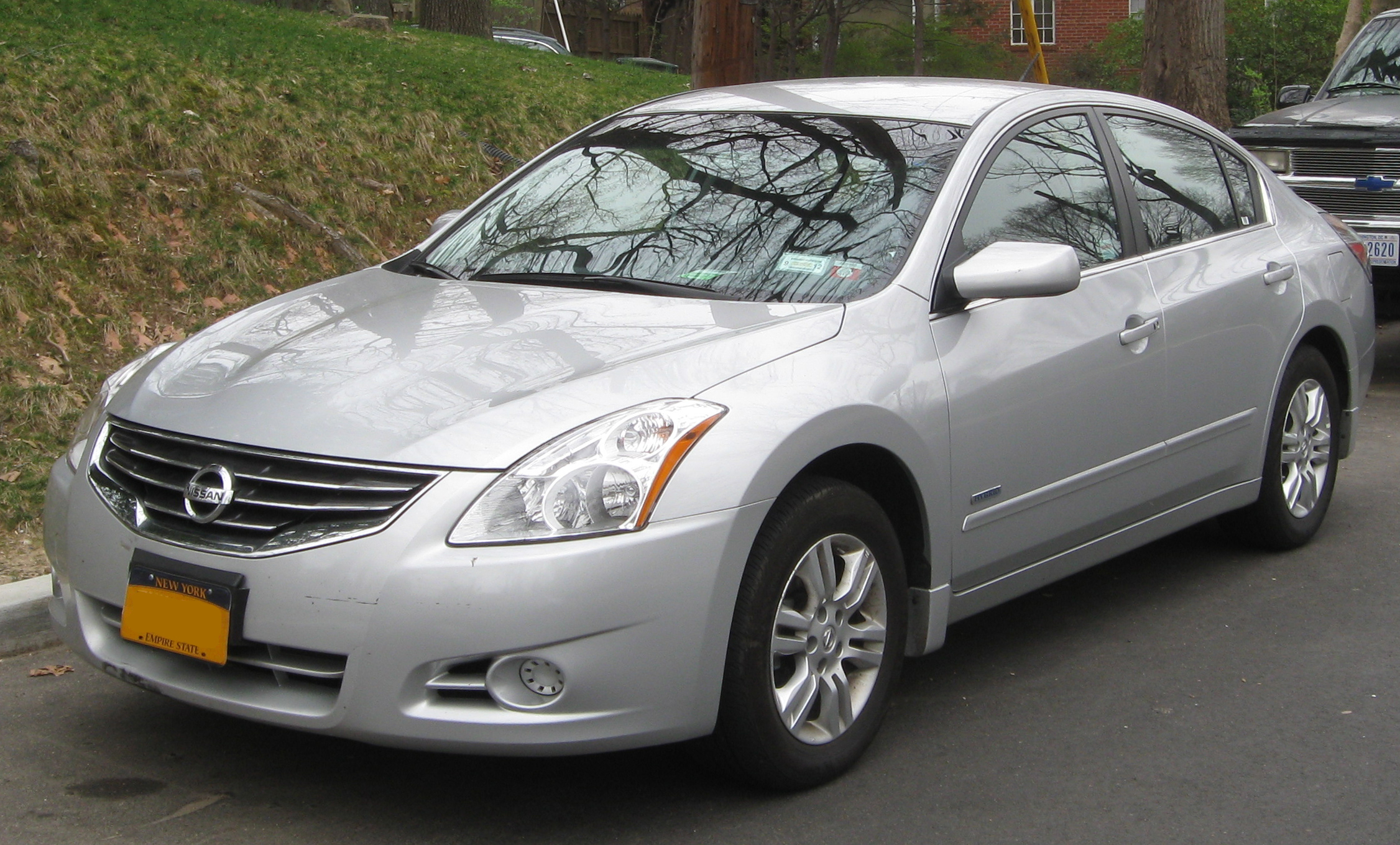
닛산 알티마 하이브리드(후기형) 정측면

## 5세대(L33)

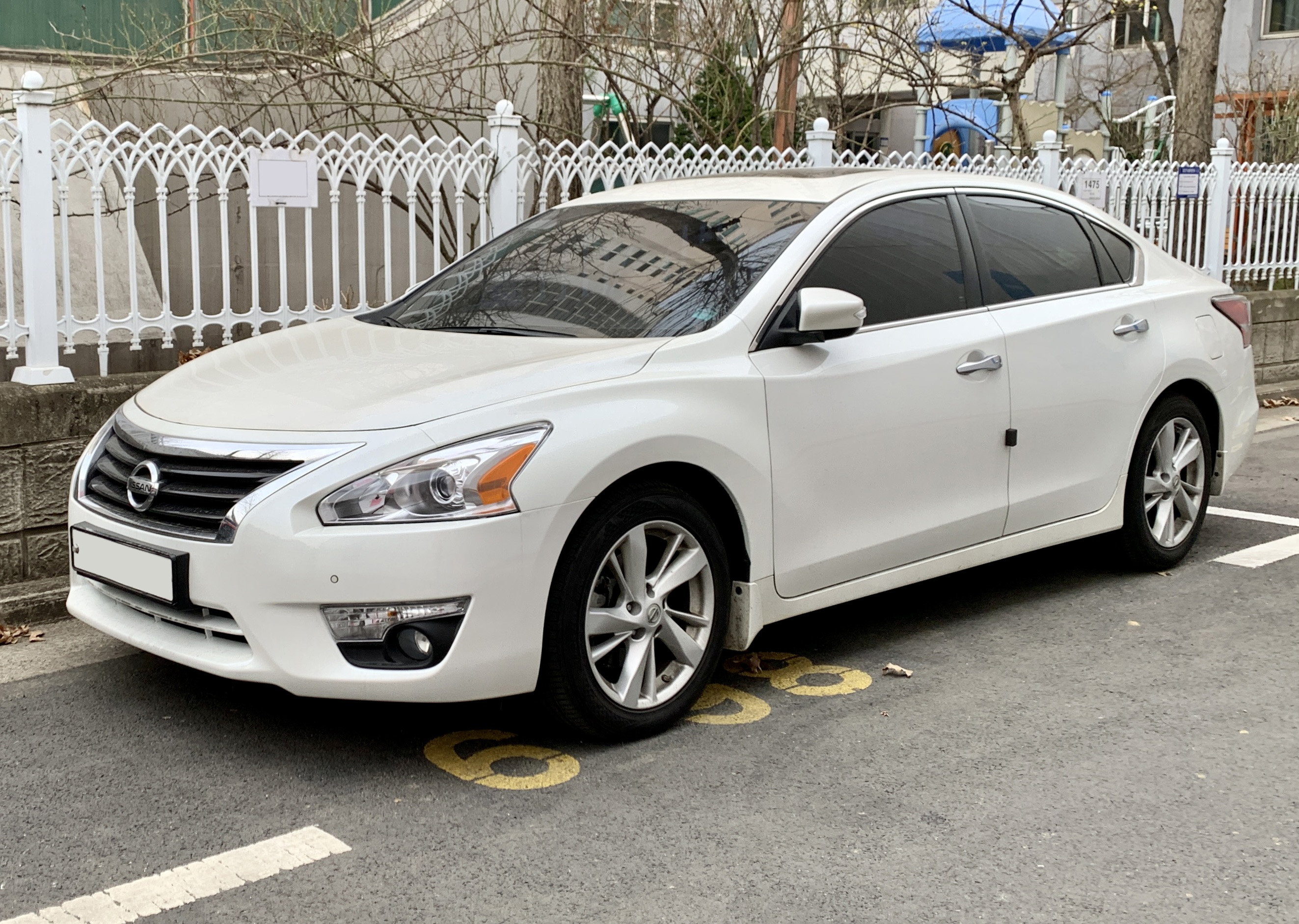
닛산 알티마(5세대) 정측면

2012년에 출시되었다. 기존 4세대에 비해 한층 날렵한 역동감이 있는 디자인으로 완성되었다. 3세대와 4세대에 있던 하이브리드 사양이 없어지고, 2,500cc 엔진과 V6 3,500cc 엔진에 무단변속기가 마련되었다. 중형차 최초로 저중력 시트를 장착했는데, 이는 미국 항공우주국에서 영감을 얻은 것이다. 또한 4세대에 있던 쿠페도 없어져 바디 타입은 다시 세단만 남았다. 대한민국에서도 2012년에 판매되기 시작하였다. 2015년에는 라디에이터 그릴과 범퍼 등의 디자인이 변경되었다.

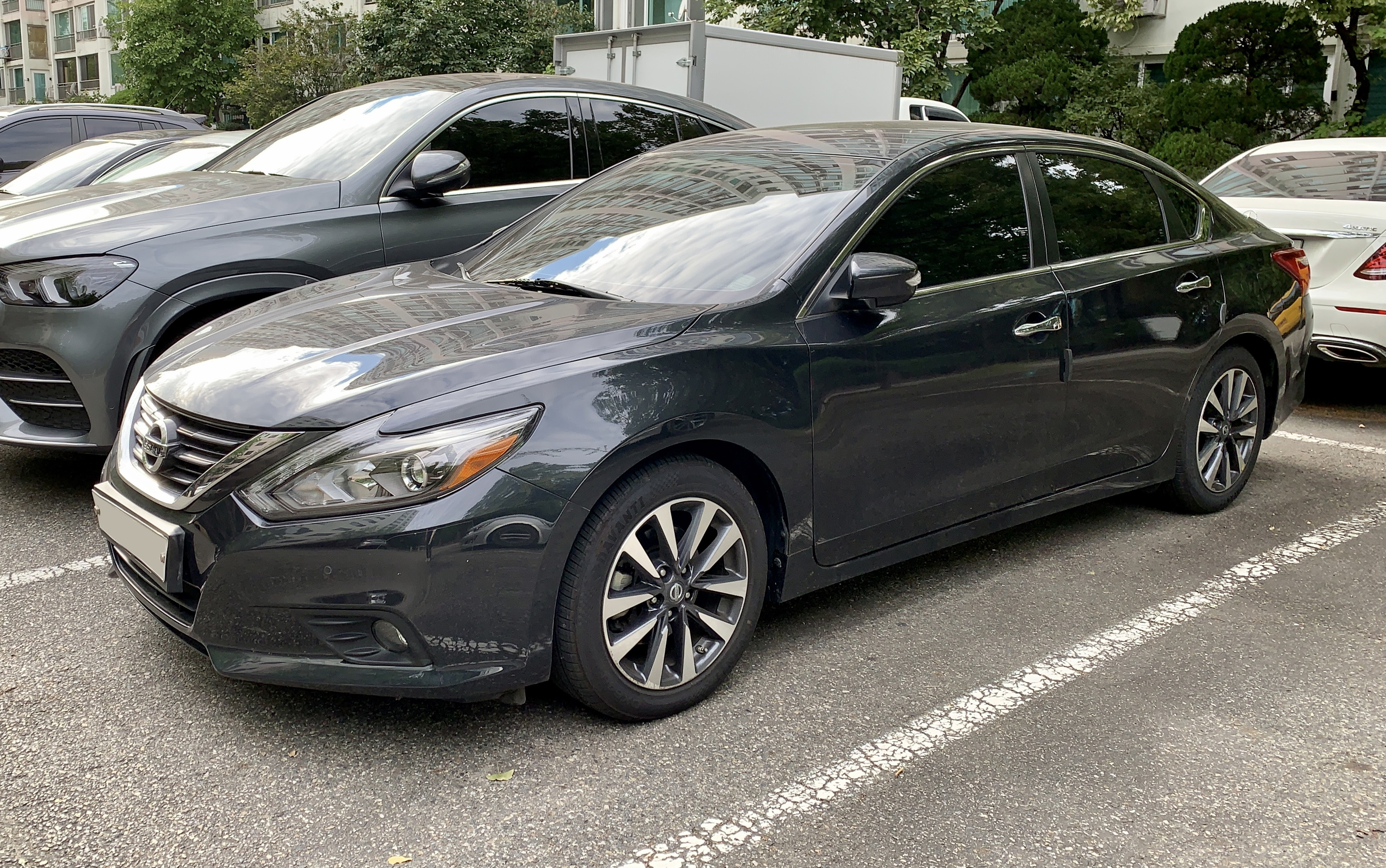
닛산 알티마(후기형) 정측면

## 6세대(L34)

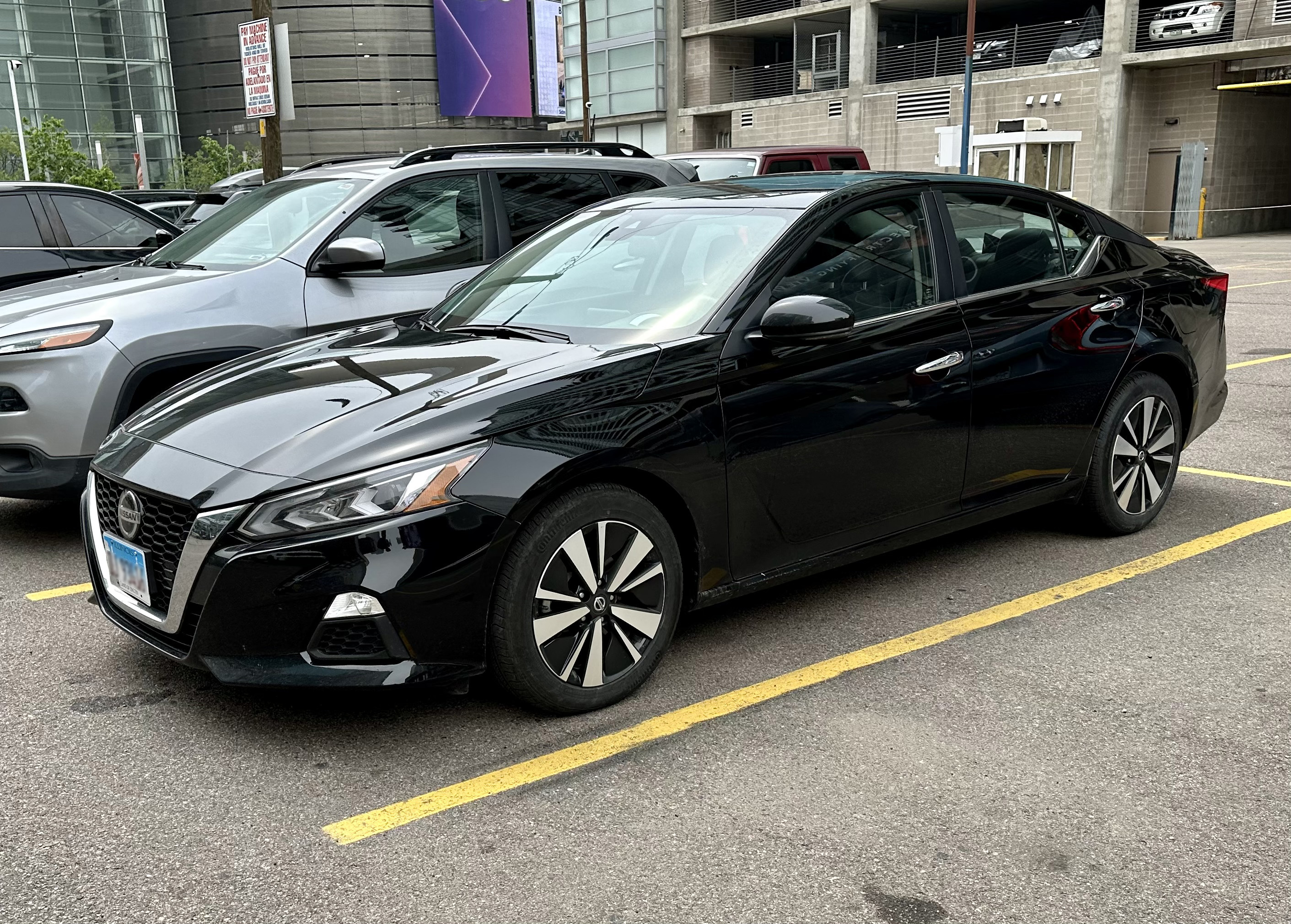
닛산 알티마(6세대) 정측면

2019년 3월 뉴욕 모터쇼에서 공개되었다. 전 세대보다 더 파격적인 디자인으로 변하였다. 전 세대 모델의 플랫폼을 다시 썼지만, CMF 플랫폼에 들어간 기술도 대거 탑재하였다. 2.0리터 가솔린 터보 엔진은 가변압축비 터보 방식이다. 중국 시장에서는 이 때부터 영칭을 알티마로 변경하였다. 대한민국에는 2.0 터보, 2.5 엔진으로 2019년 7월 16일에 출시되었으나, 닛산이 2020년 5월 28일 대한민국 철수를 결정하면서 판매가 종료되었다.